# Stéphanie Arricau
Pour les articles homonymes, voir Arricau.
Stéphanie Arricau, née le 14 juin 1973 à Orthez, est une golfeuse française.

## Biographie
Elle devient joueuse du Ladies European Tour en 2000 et est nommée golfeuse de l'année en 2004, année où elle devient championne de France. Sa première victoire sur le Ladies European Tour a lieu en 2004 lors de l'Open d'Espagne ; elle remporte quelques semaines plus tard l'Open de France Féminin. En 2006, elle remporte l'Open des Pays-Bas et l'Open du Portugal.